# Serbisch-montenegrinische Basketballnationalmannschaft der Damen
Die serbisch-montenegrinische Basketballnationalmannschaft der Damen, auch bekannt als die Basketballnationalmannschaft der Bundesrepublik Jugoslawien, vertrat die Bundesrepublik Jugoslawien bzw. Serbien und Montenegro von 1993 bis 2006 bei internationalen Basketballwettbewerben und wurde vom damaligen Basketballverband von Serbien und Montenegro (serbisch Košarkaški savez Srbije i Crne Gore) organisiert.

## Geschichte
Nach dem Zerfall Jugoslawiens in den Jahren 1991 und 1992 wurde die ursprüngliche jugoslawische Basketballnationalmannschaft der Damen aufgelöst. Bosnien und Herzegowina, Kroatien, Mazedonien (später bekannt als Nordmazedonien), Slowenien und das damals noch verbleibende, kleinere Jugoslawien bildeten daraufhin ihre eigenen Nationalmannschaften.
Diese Nationalmannschaft trug von 1992 bis 2003 den Namen Jugoslawische Basketballnationalmannschaft oder Basketballnationalmannschaft der Bundesrepublik Jugoslawien, je nach dem damaligen Namen des Landes. Nach der Umbenennung des Landes von Jugoslawien in Serbien und Montenegro im Jahr 2003 wurde auch die Mannschaft in Serbisch-montenegrinische Basketballnationalmannschaft umbenannt.
Nach der Trennung von Serbien und Montenegro im Jahr 2006, bildeten  die unabhängig gewordenen Länder Serbien und Montenegro jeweils ihre eigenen Nachfolge-Nationalmannschaften.

## Abschneiden bei internationalen Wettbewerben

### Olympische Spiele
| - keine |

### Weltmeisterschaften
| - 2002 – 12. Platz |

### Europameisterschaften
| - 1995 – 10. Platz - 1997 – 8. Platz - 1999 – 7. Platz - 2001 – 5. Platz - 2003 – 8. Platz - 2005 – 9. Platz |